# Dictionary.com
Dictionary.com — онлайн-словник, домен якого було вперше зареєстровано 14 травня 1995 р. Вміст Dictionary.com базується на останній версії Random House Unabridged Dictionary, з іншим вмістом з Колінського англійського словника, American Heritage Словник та інші.
|             |                                    |
| Тип сайту   | Онлайн-словник                     |
| Доступно в  | Англійська                         |
| Власник     | Рок-холдинги                       |
| Створено    | Брайан Карігер Даніель Фієрро      |
| URL         | www .словник .com                  |
| Комерційний | Так                                |
| Запущений   | 14 травня 1995 р . ; 25 років тому |

## Історія
Dictionary.com був заснований Брайаном Карігером та Даніелем Фієро в рамках видавництва Lexico, яке також заснувало Thesaurus.com та Reference.com.  Після запуску це був один із перших поглиблених довідкових сайтів в Інтернеті.  У липні 2008 року компанія Lexico Publishing Group, LLC була придбана Ask.com, компанією IAC і перейменована в Dictionary.com, LLC.  У 2018 році IAC продала Dictionary.com та Thesaurus.com Rock Holdings.  На момент продажу, за даними служби відстеження вебсайтів SimilarWeb, Dictionary.com був 447-м вебсайтом з найбільшою торгівлею в США. У 2015 році компанія оцінила, що на її сайті щорічно здійснюється 5,5 мільярдів пошукових запитів за допомогою слів.

## Особливості та послуги
Серед своїх функцій Dictionary.com пропонує «Слово дня»  що вирішує кросворди  та словник поп-культури  що включає розділи смайлів та сленгу.
У 2010 році Dictionary.com почав своє щорічне Слово року функції зі словом «зміни».  Вибір базується на тенденціях пошуку на сайті протягом року та новинних подіях, які їх зумовлюють.
У квітні 2009 року компанія запустила свій перший словниковий додаток в магазині IOS App Store, що дозволяє користувачам шукати визначення та синоніми. Додаток також включав доступ до звукових вимов, алфавітне індексування та приклади речень із синонімами.  З тих пір Dictionary.com випустив автономний тезаурусний додаток Thesaurus Rex разом із освітніми програмами, Flashcards Dictionary.com, Word Dynamo та Learning to Read with Zoo Animals . На початку 2020 року у відповідь на карантинні потреби домашнього шкільного навчання COVID-19 Dictionary.com запустив платформу «Навчання вдома». Коронавіруса спалах привела до додавання нових слів в основному словнику (наприклад, фоміти) і словник сленгу (наприклад, «РОНА»).

## Дивитися також
- Вікісловник
- Urban Dictionary
- WordNet